# Bonhoeffer (Gelehrtenfamilie)
Die Familie Bonhoeffer (bzw. Bonhöffer) stammte aus Nimwegen und trug ursprünglich den Namen van den Boenhoff (dt.: vom Bohnenhof). Seit 1513 lebte sie in Schwäbisch Hall. Die Nachkommen arbeiteten zunächst als Goldschmiede, später auch als Ärzte oder Pfarrer. Die Familie stellte 78 Ratsherren, deren Porträts sich in der Michaelskirche befinden, mehrere Familienmitglieder bekleideten das Bürgermeisteramt.

## Bekannte Namensträger
- Adolf Friedrich Bonhöffer (1859–1919), Theologe, Klassischer Philologe, Philosophiehistoriker und Bibliothekar
- Friedrich von Bonhoeffer (1828–1907), Jurist
  - Gustav-Otto Bonhoeffer (1864–1932), Chemiker „Farbenfabriken vorm. Friedr. Bayer & Co.“ in Elberfeld
  - Karl Bonhoeffer (1868–1948), Psychiater, Neurologe, medizinischer Gutachter, verheiratet mit Paula von Hase. Sie hatten acht Kinder:
    - Karl-Friedrich Bonhoeffer (1899–1957), Chemiker, verheiratet mit Margarete (Grete) von Dohnanyi (1903–1992), Schwester von Hans von Dohnanyi
      - Karl Bonhoeffer (1931–2019)
      - Friedrich Bonhoeffer (1932–2021), Biochemiker am Max-Planck-Institut für Entwicklungsbiologie
        - Tobias Bonhoeffer (* 1960), Direktor am Max-Planck-Institut für Neurobiologie
        - Sebastian Bonhoeffer (* 1965), Professor für Theoretische Biologie an der ETH Zürich

      - Martin Bonhoeffer (1935–1989), Sozialpädagoge, Reformer der Heimerziehung
      - Katharina Bonhoeffer (1937–2016)

    - Walter Bonhoeffer (1899–1918), im Ersten Weltkrieg gefallen (Schrapnellwunde)
    - Klaus Bonhoeffer (1901–1945), Jurist und Widerstandskämpfer, verheiratet mit Emilie Delbrück (1905–1991) (Tochter von Hans Delbrück und Schwester von Max Delbrück und Justus Delbrück)
      - Thomas Bonhoeffer (1931–2022), deutscher evangelischer Theologe
      - Cornelie (gen. Cornelchen) Bonhoeffer (* 1934)
      - Walter Bonhoeffer (* 1938)

    - Ursula Bonhoeffer (1902–1983), verheiratet mit Rüdiger Schleicher (1895–1945)
      - Hans-Walter (1924–2012)
      - Renate (1925–2019), verheiratet mit Eberhard Bethge
      - Dorothee (* 1928), verheiratet mit Karl Dietrich Bracher
      - Christine (gen. Christinchen bzw. Tine) (1930–2017)

    - Christine Bonhoeffer (1903–1965), verheiratet mit Hans von Dohnanyi (1902–1945)
      - Barbara (gen. Bärbel) (1926–2016)
      - Klaus (* 1928)
        - Johannes von Dohnanyi (* 1952)

      - Christoph (* 1929)
        - Justus von Dohnányi (* 1960)

    - Dietrich Bonhoeffer (1906–1945), Theologe und Widerstandskämpfer, verlobt mit Maria von Wedemeyer
    - Sabine Bonhoeffer (1906–1999), verheiratet mit Gerhard Leibholz (1901–1982)
      - Marianne Leibholz (1927–2017)
      - Christiane Leibholz (1930–2008)

    - Susanne Bonhoeffer (1909–1991), verheiratet mit Walter Dreß (1904–1979)
      - Michael (auch: Michel) (1935–1975)
      - Andreas Dress (1938–2024)